# Coleophora artemisiae
Coleophora artemisiae é uma espécie de mariposa do gênero Coleophora pertencente à família Coleophoridae.